# 魔劍X
《魔劍X》是日本電視遊戲公司ATLUS為Dreamcast開發的一款第一人称動作遊戲，於1999年發售。玩家在遊戲中扮演的就是具有自我意識的武器魔劍，透過乘取其他人類的肉體在全世界冒險。魔劍在故事一開始吸收了女主角相模桂的「IMAGE」（《魔劍X》世界中對靈魂、精神等的專稱），與其對話及選擇與封劍士還是三業會的勢力合作將會影響遊戲關卡流程及發展出高達7個的結局。
由於遊戲是由女神轉生系列的開發組ATLUS第一研發部開發，加上與女神轉生系列十分相似的世界觀及金子一馬的大膽人設，一直被女神轉生的愛好者視為女神轉生的非冠名外傳作品。

## 魔劍爻
《魔劍爻》是ATLUS於2001年將《魔劍X》移植到PlayStation 2的「改良版」，其中的改變部分包括將《X》中表達劇情的靜止畫面改為全動畫；《X》中被玩家批評導致頭暈的第一身視點改為玩家角色背後的第三人称视角；加入了練功元素，可玩角色的技能不再如《X》般能全部立即使用，在《爻》中需要累積打倒敵人獲得的IMAGE逐步開啟。

## 外部連結
- 「魔剣Ｘ」官方網頁
- 「魔剣爻」官方網頁